# Danilo Antón
Danilo Antón Giudice (Montevideo, 2 de diciembre de 1940) es un profesor de geografía, geógrafo, escritor y doctor en geomorfología uruguayo. 

## Trayectoria
Nació en Montevideo en 1940 en la zona del Prado. De padres uruguayos, Danilo Ángel Antón y María Sara Giudice, cursó estudios primarios y secundarios en Montevideo.
Estudió profesorado de geografía en el Instituto de Profesores Artigas de Montevideo (1962-1967) y dio clases en liceos de Montevideo y en el propio Instituto de Profesores durante varios años.
Recibió una beca para estudiar geología en el Instituto Geológico del Uruguay (1966) y trabajó como geólogo asistente hasta que se trasladó a Estrasburgo, Francia, becado por el gobierno francés. 
Allí realizó un doctorado en geomorfología en la Universidad Louis Pasteur, que culminó en 1973. Volvió a Uruguay donde permaneció dos años trabajando como geomorfólogo en la Dirección de Suelos del Ministerio de Ganadería y Agricultura de Uruguay y dando clases en liceos.
Debido a la situación política en Uruguay se vio obligado a abandonar el país emigrando a México en 1975 donde fue profesor de varias materias en Acapulco y Chilpancingo en la Universidad Autónoma del Estado de Guerrero.
En 1977 emigró a Toronto, Canadá, donde fue consultor en James F.McLaren Engineers por tres años trabajando en evaluaciones de impacto ambiental, estudios geológicos y otros temas relacionados. Durante ese período fue supervisor de perforaciones en Arabia Central y Occidental (Wadis Bishah, Tathlith, Habawnah, Ranyah, Dawasir) teniendo como base de operaciones la ciudad de Taif en las mesetas occidentales de Arabia.
En 1980 se trasladó a Dhahran, Arabia Saudita, donde fue coordinador de la División Geología del Instituto de Investigación de la Universidad de Petróleo y Minerales (hoy, King Fahd University) y dirigió el Programa de Arenas de dicha Universidad.
A Danilo Antón se le atribuye la denominación del acuífero Guaraní.[cita requerida]

## Proyectos de desarrollo
A fines del 1984 volvió a Canadá como Oficial de Programas del Centro de Investigaciones Internacionales para el Desarrollo (IDRC por sus siglas en inglés) residiendo en Ottawa. Desde Ottawa tuvo a cargo numerosos proyectos en Ciencias de la Tierra a nivel mundial en Asia, África y América Latina.
Luego pasó a residir en Bogotá, Colombia, de 1988 a 1990, concentrándose en proyectos de gestión hídrica y comunitaria en unos 20 países del continente.
La oficina del CIID se trasladó a Montevideo en 1990 y Danilo Antón regresó a su país natal donde continuó con los programas mencionados a los que se agregó un programa que se concentraba en los problemas de comunidades indígenas (Grassroots Environmental Management).
Continuó sus trabajos hasta 1997 cuando se retiró del CIID. En el año siguiente realizó trabajos de forma independiente en Paraguay (Universidad de Pilar), Mato Grosso (Brasil) y Uruguay.
En el año lectivo 1998-1999 dio clases de cultura y ambiente en el Macalester College de Saint Paul, Minnesota, Estados Unidos, y realizó investigaciones sobre temas de gestión hídrica en Toluca, México, en el Centro Internacional de Recursos de Agua de la Universidad Autónoma del Estado de México donde permaneció hasta 2001 en que volvió a Uruguay.
Residió en Uruguay desde entonces aunque realizó trabajos internacionales varios, fue profesor en CREFAL, Pátzcuaro, México, juez y jurado en el Tribunal Latinoamericano del Agua en San José, Costa Rica, realizó cursillos en Manizales, Colombia sobre gestión ambiental y enfoques antropológicos del tema drogas, varias actividades en Uruguay (asesorando a los gobiernos departamentales de Río Negro y Rocha entre otros) y dictó clases en la Universidad de la República de geografía humana y económica, recursos naturales y gestión y políticas ambientales.

## Obras
Ha escrito numerosos libros sobre temas técnicos de los proyectos que ha coordinador. Además, desde los años noventa se ha dedicado a producir una serie de libros de revisión histórica cuestionando algunos de los conceptos de los historiadores tradicionales.
Algunos de sus títulos son:
- Peoples, Drugs and Serpents; Piriguazú Ediciones, Montevideo, 2015.
- Crónicas de la peripecia humana, 3 vol.; Piriguazú Ediciones, Montevideo, 2013.
- ¿Inagotables? Petróleo y gas natural; Piriguazú Ediciones, Montevideo, 2006.
- Las primeras naciones del sur, Piriguazú Ediciones, Montevideo, 2006.
- Los acuíferos de América Latina, Piriguazú Ediciones y Tribunal Latinoamericano del Agua, Montevideo, San José de Costa Rica, 2006.
- Historia universal contemporánea, libro de texto en México; ST-Editorial, México, 2006.
- Los fantasmas de la memoria, Piriguazú Ediciones, Montevideo, 2005.
- Los pueblos del jaguar, Piriguazú Ediciones, Montevideo, 2005.
- Pueblos, drogas y serpientes, Piriguazú Ediciones, San José de Costa Rica, 2002, segunda edición, 2014.
- Claves de una guerra de culturas; Fin de Siglo, Montevideo, 2001.
- Sequía en un mundo de agua; Piriguazú Ediciones y CIRA, México-Costa Rica, 2001.
- Diversidad, globalización y la sabiduría de la naturaleza (versión en inglés de 1995, en español, 1999), IDRC y Piriguazú Ediciones, Ottawa, Canadá y Costa Rica.
- La mentira del milenio, Piriguazú Ediciones, 2000.
- El pueblo Jaguar, Piriguazú Ediciones, Montevideo, 1998.
- Amerrique, los huérfanos del paraíso, Piriguazú Ediciones, Montevideo, 1998
- Piriguazú, Rosebud Ediciones, Montevideo, 1995.
- Conocimiento sin barreras (editor), Montevideo por IDRC, Nordan, 1995
- Uruguaypirí, Rosebud Ediciones, Montevideo, 1994
- Ciudades sedientas (versión en inglés de 1993, francés, 1994, español, 1995); IDRC, Ottawa, Canadá.